# Migsideres bialbomaculata
Migsideres bialbomaculata là một loài bọ cánh cứng trong họ Cerambycidae.